# SOR TNB 12
SOR TNB 12 – typ niskopodłogowego trolejbusu o długości 12 m, wytwarzanego przez zakłady SOR Libchavy. Powstały dwie różne modyfikacje. Pierwszy prototyp powstał w 2009 r. jako zwyczajny trolejbus przy współpracy z firmą Cegelec, która dostarczyła wyposażenie elektryczne. Kolejne egzemplarze zbudowano po 2016 r. już jako duobusy z wyposażeniem elektrycznym fitmy Rail Electronics CZ.
Karoseria trolejbusu TNB 12 wykorzystywana jest też przez Škodę Electric w produkcji trolejbusów Škoda 30Tr SOR.

## Konstrukcja

### Trolejbus standardowy
Pod względem mechanicznym trolejbus TNB 12 wywodzi się od autobusu SOR NB 12 lub jego odmiany zasilanej gazem ziemnym, oznaczonej jako typ NBG 12. Szkielet trolejbusu to konstrukcja panelowa wykonana z profili stalowych, do których montowane jest poszycie zewnętrzne. Karoseria może być wyposażona w troje lub czworo drzwi dla pasażerów, w drugich (lub trzecich) drzwiach znajduje się rozkładana pochylnia umożliwiająca wjazd do pojazdu osobom na wózkach inwalidzkich. Przednia część trolejbusu jest niskopodłogowa z podłogą na wysokości 340 mm (przy wejściach obniżona do 320 mm). Przednia oś SOR ma niezależne zawieszenie kół, sztywna oś tylna VOITH jest osią napędową.
W trolejbusie TNB 12 zamontowano wyposażenie elektryczne TV Europulse firmy Cegelec. Silnik asynchroniczny produkcji Pragoimex o mocy 175 kW zlokalizowano w komorze za tylną osią. Tamże znajdują się także niektóre inne komponenty wyposażenia elektrycznego (przetwornica statyczna, styczniki, bezpieczniki). Na dachu umiejscowiono rezystory zamieniające energię elektryczną na cieplną w czasie procesu hamowania.

### Duobus
Pod względem mechanicznym duobusy nie odróżniają się od prototypu z 2009 r., natomiast zastosowano inny typ wyposażenia elektrycznego. Zostało ono wyprodukowane przez zakład Rail Electronics CZ, którego współwłaścicielem jest SOR. Tylna sztywna oś ZF jest napędzana tym samym silnikiem, co prototyp, a zatem silnikiem firmy Pragoimex. Na dachu znajdują się akumulatory KOKAM (łącznie 228 ogniw), które mogą zgromadzić energię 56,4 kWh. Zasięg jazdy na akumulatorach wynosi 10–15 km. Baterie ładowane są nie tylko podczas zasilania pojazdu z sieci trakcyjnej, ale także poprzez rekuperację. Żywotność baterii jest równa 3000 cykli ładowania. Prototyp jest  wyposażony w półautomatyczne pałąki.

## Historia

### Trolejbus standardowy
Czterodrzwiowa karoseria prototypu trolejbusu TNB 12,wraz z częściowo kompletnym wnętrzem, powstała w zakładzie SOR-u v Libchavach i 17 lipca 2009 r. została przetransportowana do ostrawskiej zajezdni trolejbusowej, w której Dopravní podnik Ostrava (DPO) montował trolejbusy Solaris Trollino. Po dokończeniu trolejbus, który nie był przeznaczony dla żadnego przewoźnika i miał jedynie służyć do testów i prezentacji, wyjechał na ostrawskie ulice 5 stycznia 2010 r. 27 stycznia rozpoczęto jazdy próbne bez pasażerów. Pojazd wpisano na stan DPO z numerem 9997 4 lutego 2010 r. W międzyczasie trolejbus kursował również pod napięciem 750 V w ramach testów w Bańskiej Bystrzycy (29 marca – 1 kwietnia). Jazdy próbne z pasażerami w Ostrawie rozpoczęto 26 kwietnia 2010 r. Miesiąc później trolejbus, wraz z prototypem przegubowego trolejbusu SOR TNB 18, został zaoferowany za cenę 9,920 milionów koron Dopravnemu podnikowi Ostrava, który zaakceptował ofertę sprzedaży pod koniec czerwca tego samego roku. Na początku czerwca 2010 r. pojazd zaprezentowano na targach Autotec w Brnie. Po powrocie do Ostrawy trolejbus TNB 12 wciąż przechodził testy. Procedurę homologacji zakończono 22 grudnia 2010 r. Później został już przekazany do eksploatacji liniowej, chociaż zachował testowy numer 9997. Od 3 lutego 2011 r. numer zmieniono na 3912.
Nie powstał już więcej żaden trolejbus TNB 12 z wyposażeniem elektrycznym TV Europulse. Od 2010 r.  SOR Libchavy współpracuje ze Škodą Electric przy wytwarzaniu trolejbusu Škoda 30Tr SOR, który wykorzystuje nadwozie TNB 12 i wyposażenie elektryczne Škody.

### Duobusy
W 2016 r. we współpracy z Dopravním podnikiem města Brna (DPMB) skonstruowano prototyp duobusu TNB 12, który otrzymał pseudonim AcuMario. Budowę pojazdu dokończono w Brnie w zajezdni Komín; konstrukcję zunifikowano z brneńskimi autobusami NBG 12 i przegubowymi trolejbusami Škoda 31Tr SOR. Gotowy duobus zaprezentowano publicznie na targach CZECHBUS 2016. Pojazd pozostawał własnością SOR-u, a w Brnie miał przejść jazdy próbne związane z homologacją. DPMB oznaczyło pojazd numerem 3703. Jazdy próbne z pasażerami rozpoczęto 19 maja 2017.
Jesienią 2017 r. producent wypożyczył duobus Dopravnemu podnikowi hl. m. Prahy, który testował go od października tego roku na nowo wybudowanej linii na ulicy Proseckiej. Pojazd otrzymał numer 9505, który jest kontynuacją numeracji dawnych praskich trolejbusów. W maju 2018 roku zakończono eksploatację testową TNB 12 w Pradze (zastąpiła go Škoda 30Tr SOR nr 9506) a duobus powrócił do Brna, gdzie kursował ponownie od czerwca 2018 r. Duobus wycofano z ruchu w maju 2019 r. W czerwcu został on sprzedany do Bańskiej Bystrzycy. Sprzedaż była również związana z przebudową wyposażenia elektrycznego w celu dostosowania go do napięcia 750 V.
Dwa duobusy TNB 12 zmontował w 2017 r. także Dopravný podnik mesta Banská Bystrica. Z powodu różnych problemów zostały one jednak odstawione i dopiero w lipcu 2018 roku zostały dopuszczone do próbnej eksploatacji z pasażerami w Bańskiej Bystrzycy.

## Dostawy
| Państwo        | Miasto           | Lata dostaw    | Liczba | Numery taborowe | Uwagi                                                      |        |
| -------------- | ---------------- | -------------- | ------ | --------------- | ---------------------------------------------------------- | ------ |
| Czechy         | Ostrawa          | 2011           | 1      | 3912            | prototyp, w latach 2010–2011 własność producenta (nr 9997) | [ 19 ] |
| Słowacja       | Bańska Bystrzyca | 2017–2019      | 3      | 3201–3203       | duobusy, 3203 – prototyp                                   | [ 20 ] |
| Łączna liczba: | Łączna liczba:   | Łączna liczba: | 4      |                 |                                                            |        |